# Theodore Roszak (Bildhauer)
Theodore Roszak (* 1. Mai 1907 in Posen, Königreich Preußen; † 3. September 1981 in New York City) war ein US-amerikanischer Bildhauer polnischer Abstammung. Er gehört zu den bedeutenden Vertretern des Konstruktivismus und der Abstrakten Kunst nach dem Zweiten Weltkrieg, der auch als Maler arbeitete.

## Leben und Werk
Theodore Roszak wurde 1907 in Posen als Kind polnischer Eltern im damaligen Deutschen Kaiserreich geboren und siedelte bereits mit zwei Jahren, im Jahr 1909, mit seinen Eltern in die Vereinigten Staaten über. Er studierte von 1922 bis 1928 am Art Institute of Chicago bei John Norton, Boris Anisfeld und Charles F. Kelley und später noch in New York. Während eines Aufenthalts in Europa von 1929 bis 1930, lernte er die Klassische Moderne und den Formalismus des Bauhauses und die tschechischen und polnischen Konstruktivisten kennen. Nach seiner Rückkehr in die USA hatte er bereits László Moholy-Nagys “Die Neue Vision” verinnerlicht, eine bahnbrechende Studie konstruktivistischer Prinzipien.
Er widmete sich erst der Malerei, bevor er 1931 die ersten Skulpturen schuf. Von 1940 bis 1945 arbeitete er in der Flugzeugindustrie. Erfahrungen mit Formen und Konstruktionen aus dieser Zeit spiegeln sich in seinem Werk wider. Seine Kunst der 1930er- und 1940er-Jahre ist von modernistischer und positivistischer Ausstrahlung. Er kombinierte Technik und maschinelle Elemente mit runden, weichen Formen. Ab 1941 gehörten auch Photogramme zu seinem Repertoire. Nach 1945 entstanden seine ersten Stahlplastiken. Die Formen seiner Skulpturen wurden immer organischer und expressiver.
Seine Kunst erlangte erst in den 1950er-Jahren internationale Aufmerksamkeit und Anerkennung. Er war Teilnehmer der documenta 2 1959 in Kassel. Seine Werke sind in den Sammlungen zahlreicher Museen enthalten, wie dem Whitney Museum of American Art in New York, dem Philadelphia Museum of Art, dem Museum of Modern Art in New York oder der Smithsonian Institution. Seine Kunst wurde in einigen Ausstellungen in Paris und New York, insbesondere nach 1978 gezeigt. 1964 wurde er in die American Academy of Arts and Letters gewählt.

## Werke
- Recording Sound, 1932, Plastik/Öl auf Holz (81,3 × 121,9 × 17,1 cm); Smithsonian American Art Museum[2]
- Bi-Polar in Red, 1940, Metall/Plastik/Holz (137,6 × 21,9 × 21,9 cm); Whitney Museum of American Art, New York, Inventarnr. 79.6a-c[3]
- The Unknown Political Prisoner (Defiant and Triumphant), 1952; Tate Gallery, London, Inventarnr. N06163[4][5]